# Insel Poel
Insel Poel is een gemeente en eiland in de Duitse deelstaat Mecklenburg-Voor-Pommeren, en maakt deel uit van het Landkreis Nordwestmecklenburg.
Insel Poel telt 2.456 inwoners.
De naam Poel moet net zo worden uitgesproken  als Nederlands peul.

## Plaatsen op het eiland
Op het eiland Poel liggen de plaatsen Am Schwarzen Busch, Brandenhusen, Fährdorf, Gollwitz, Kaltenhof, Kirchdorf, Malchow, Niendorf, Timmendorf, Wangern en Weitendorf.
Am Schwarzen BuschIn de jaren 10 van de 20e eeuw werd hier het Kurhaus gebouwd. Nadat het van 1990 tot 2001 in verval raakte werd het gerestaureerd. Dit heeft er onder meer voor gezorgd dat de gemeente in 2005 de titel van "staatlich anerkanntes Ostseebad" kreeg en de naam van de gemeente aangepast werd naar "Ostseebad Insel Poel".
FährdorfFährdorf is een van de oudste dorpen van het eiland. Hier legden de veerboten aan die vanaf het vasteland kwamen. In 1627 kwam hier een houten brug. De huidige situatie (Breitlingdamm met brug) ligt er sinds 1927.
GollwitzNabij Gollwitz ligt het vogelreservaat Langenwerder. Hier vertrekt ook de veerboot over de Salzhaff naar Rerik.
KirchdorfKirchdorf is de grootste plaats op het eiland, waar ook de belangrijkste instellingen gevestigd zijn. Hier ligt ook de haven van het eiland. In de oude school is nu het "Inselmuseum" gevestigd, waar werken van Karl Christian Klasen te zien zijn. De kerk met een 47 meter hoge toren is tussen 1210 en 1230 gebouwd. De wallen aan de zuidzijde van het dorp stammen uit de 16e en 17e eeuw.
MalchowDe in Malchow geboren professor Hans Lembke richtte hier in 1946 een plantenveredelingsinstituut op.
NiendorfDe molen van Niendorf werd in 1763 gebouwd.
TimmendorfSinds 1871 staat er in Timmendorf een vuurtoren. Deze is daardoor een van de oudste nog in bedrijf zijnde vuurtorens aan de Oostzeekust.

## Partnergemeente
De gemeente Insel Poel heeft vanaf 2003 een samenwerkingsband met de Zweedse gemeente Hammarö.
Alt Meteln ·
Bad Kleinen ·
Barnekow ·
Benz ·
Bernstorf ·
Bibow ·
Blowatz ·
Bobitz ·
Boiensdorf ·
Boltenhagen ·
Brüsewitz ·
Carlow ·
Cramonshagen ·
Dalberg-Wendelstorf ·
Damshagen ·
Dassow ·
Dechow ·
Dorf Mecklenburg ·
Dragun ·
Gadebusch ·
Gägelow ·
Glasin ·
Gottesgabe ·
Grambow ·
Grevesmühlen ·
Grieben ·
Groß Molzahn ·
Groß Siemz ·
Groß Stieten ·
Hohen Viecheln ·
Hohenkirchen ·
Holdorf ·
Hornstorf ·
Insel Poel ·
Jesendorf ·
Kalkhorst ·
Klein Trebbow ·
Klütz ·
Kneese ·
Königsfeld ·
Krembz ·
Krusenhagen ·
Lübberstorf ·
Lübow ·
Lübstorf ·
Lüdersdorf ·
Lützow ·
Menzendorf ·
Metelsdorf ·
Mühlen Eichsen ·
Neuburg ·
Neukloster ·
Niendorf ·
Passee ·
Perlin ·
Pingelshagen ·
Pokrent ·
Rehna ·
Rieps ·
Roduchelstorf ·
Roggendorf ·
Roggenstorf ·
Rögnitz ·
Rüting ·
Schildetal ·
Schlagsdorf ·
Schönberg ·
Seehof ·
Selmsdorf ·
Stepenitztal ·
Testorf-Steinfort ·
Thandorf ·
Upahl ·
Utecht ·
Veelböken ·
Ventschow ·
Warin ·
Warnow ·
Wedendorfersee ·
Wismar ·
Zickhusen ·
Zierow ·
Zurow ·
Züsow